# Kostas Chaniotakis
Kostas Chaniotakis (Grieks: Κώστας Χανιωτάκης) (Heraklion, 19 juli 1968) is een voormalig Grieks profvoetballer die onder meer speelde voor de Nederlandse voetbalclub Vitesse.
Chaniotakis schoof op zijn 20ste van de jeugdopleiding van OFI Kreta door naar het eerste elftal. Na twee jaar werd hij de eerste doelman van de club, wat hij de 8 seizoenen daaropvolgend ook zou zijn. In 1992 en 1993 kwam Chaniotakis vier keer uit voor het Grieks voetbalelftal.
Na 228 wedstrijden te hebben gespeeld voor OFI Kreta vertrok de keeper naar het Nederlandse Vitesse. Op aanraden van toenmalig Vitesse-spits Nikos Machlas werd de toen 30-jarige Chaniotakis en tevens ex-teamgenoot van Machlas gehaald als ervaren stand-in voor de eerste doelman Sander Westerveld. Op 29 september 1998 maakte Chaniotakis zijn debuut voor Vitesse in de UEFA Cup-wedstrijd tegen het nota bene Griekse AEK Athene, doordat Westerveld vlak voor het fluitsignaal voor de rust uit het veld werd gestuurd wegens het tackelen van een doorgebroken speler.
Na twee seizoenen in Nederland, waarin hij slechts drie wedstrijden zou spelen, keerde hij weer terug naar zijn geboorteland om bij de derde divisionist Paniliakos FC te gaan spelen. Na onder andere een kortstondig terugkeer bij OFI Kreta, sloot Chaniotakis op 37-jarige leeftijd zijn carrière af bij het Cypriotische APOEL Nicosia.

## Carrière
| seizoen | club          | competitie    | wed. | goals |
| ------- | ------------- | ------------- | ---- | ----- |
| 1988/89 | OFI Kreta     | Alpha Ethniki | 18   | 0     |
| 1989/90 | OFI Kreta     | Alpha Ethniki | 8    | 0     |
| 1990/91 | OFI Kreta     | Alpha Ethniki | 26   | 0     |
| 1991/92 | OFI Kreta     | Alpha Ethniki | 29   | 0     |
| 1992/93 | OFI Kreta     | Alpha Ethniki | 28   | 0     |
| 1993/94 | OFI Kreta     | Alpha Ethniki | 26   | 0     |
| 1994/95 | OFI Kreta     | Alpha Ethniki | 0    | 0     |
| 1995/96 | OFI Kreta     | Alpha Ethniki | 32   | 0     |
| 1996/97 | OFI Kreta     | Alpha Ethniki | 32   | 0     |
| 1997/98 | OFI Kreta     | Alpha Ethniki | 29   | 0     |
| 1998/99 | Vitesse       | Eredivisie    | 2    | 0     |
| 1999/00 | Vitesse       | Eredivisie    | 1    | 0     |
| 2000/01 | Paniliakos FC | Gamma Ethniki | 10   | 0     |
| 2001/02 | OFI Kreta     | Alpha Ethniki | 6    | 0     |
| 2002/03 | OFI Kreta     | Alpha Ethniki | 6    | 0     |
| 2003/04 | OFI Kreta     | Alpha Ethniki | 14   | 0     |
| 2004/05 | Ergotelis FC  | Alpha Ethniki | 23   | 0     |
| 2005/06 | APOEL Nicosia | A Divizion    | 1    | 0     |